# I. Lipót lotaringiai herceg
Lipót József Károly lotaringiai herceg (franciául Léopold Joseph Charles I duc de Lorraine, (németül Leopold I Joseph Herzog von Lothringen); (Innsbruck, 1679. szeptember 11. – Lunéville, 1729. március 27.), a Vaudémont-házból származó herceg, a törökverő Lotaringiai Károly császári tábornagy elsőszülött fia. 1690–1697 között I. József néven Lotaringia és Bar címzetes hercege, 1697-től haláláig Lotaringia és Bar ténylegesen uralkodó hercege. Fiának, Ferenc István hercegnek, a későbbi Lotaringiai Ferenc német-római császárnak Mária Terézia osztrák trónörökösnővel kötött házassága révén I. Lipót herceg a Habsburg–Lotaringiai-ház egyik ősapja lett.

## Élete

### Származása, testvérei
Édesapja V. Károly lotaringiai herceg (1643–1690) volt, 1675-től Lotaringia és Bar címzetes hercege, császári-királyi tábornagy, a törökellenes Szent Liga sikeres hadvezére, Bécs 1683-as felmentésének és Buda 1686-os visszavívásának hőse.
Édesanyja Habsburg Eleonóra Mária Jozefa főhercegnő (1653–1697) volt, III. Ferdinánd német-római császár és Gonzaga Eleonóra mantovai hercegnő (1630–1686) leánya, Wiśniowiecki Korybut Mihály lengyel király (1640–1673) özvegye, Lengyelország életfogytig kikiáltott királynője (reine douairière de Pologne), ), I. Lipót német-római császár húga.
Szülei házasságából hat gyermek született:
- Lipót József Károly herceg (1679–1729), 1697-től I. Lipót néven Lotaringia és Bar uralkodó hercege.
- Károly József herceg (1680–1715), Olmütz és Trier hercegérseke.
- Eleonóra (*/† 1682), születésekor meghalt.
- Károly Ferdinánd (1683–1685), kisgyermekként meghalt.
- József herceg (1685–1705), a császári haderő tábornagya.
- Ferenc József herceg (1689–1715), Szent Benedek-rendi pap, a Stablo-i bencés kolostor (ma: Stavelot, Belgium) és Malmedy bencés kolostor (Malmedy, Belgium) főapátja.

Anyjának, Habsburg Eleonóra főhercegnőnek féltestvére volt I. Lipót császár (1640–1705), III. Ferdinánd császárnak első feleségétől, Habsburg Mária Anna spanyol infánsnőtől (1606–1646) született fia, aki ily módon apjának, Lotaringiai Károly hercegnek sógora is volt. Anyja révén a család megszerezte a Gonzaga-örökséget is. Elsőszülött fiának, Lipót József hercegnek maga a császár lett a keresztapja, az ő keresztnevét kapta.
Születésekor Lotaringia és Bar már 1635. óta francia katonai megszállás alatt állt. Szülei a Habsburg Birodalomban éltek. Lipót és testvérei Innsbruckban töltötték gyermekéveiket erős akaratú és intelligens anyjuk, Eleonóra főhercegnő mellett. Apjuk, Lotaringiai Károly a császár hadvezéreként sikeresen harcolt a török ellen. Amikor az apa 1690-ben elhunyt, a 11 éves Lipót József herceget I. Lipót néven a megszállt Lotaringia és Bar címzetes hercegévé (duc titulaire) nyilvánították. A kiskorú herceg mellé özvegy anyját nevezték ki címzetes régenssé. I. Lipót, a császári nagybácsi és keresztapa katonai Bécsbe rendelte unokaöccsét. Lipót herceget az Aranygyapjas rend lovagjává avatták. A császár katonai pályára küldte őt saját fiaival, József és Károly főhercegekkel együtt. Lipót jó barátságot kötött unokafivéreivel, akik később egymást követve német-római császárokká koronáztak: I. Józsefet 1705-ben, öccsét, VI. Károlyt 1711-ben.

### A császári haderőben
A császári haderő tisztjeként Lipót herceg részt vett a magyarországi törökellenes háborúkban. 1694-ben Veterani tábornagy (1650–1695) hadseregében harcolt Temesvár ostrománál, amely I. Frigyes Ágost szász választófejedelem csapatainak késlekedése miatt kudarcot vallott. A pfalzi örökösödési háborúban (más néven az augsburgi liga háborújában) a rajnai osztrák haderőben viselt parancsnoki megbízatást.

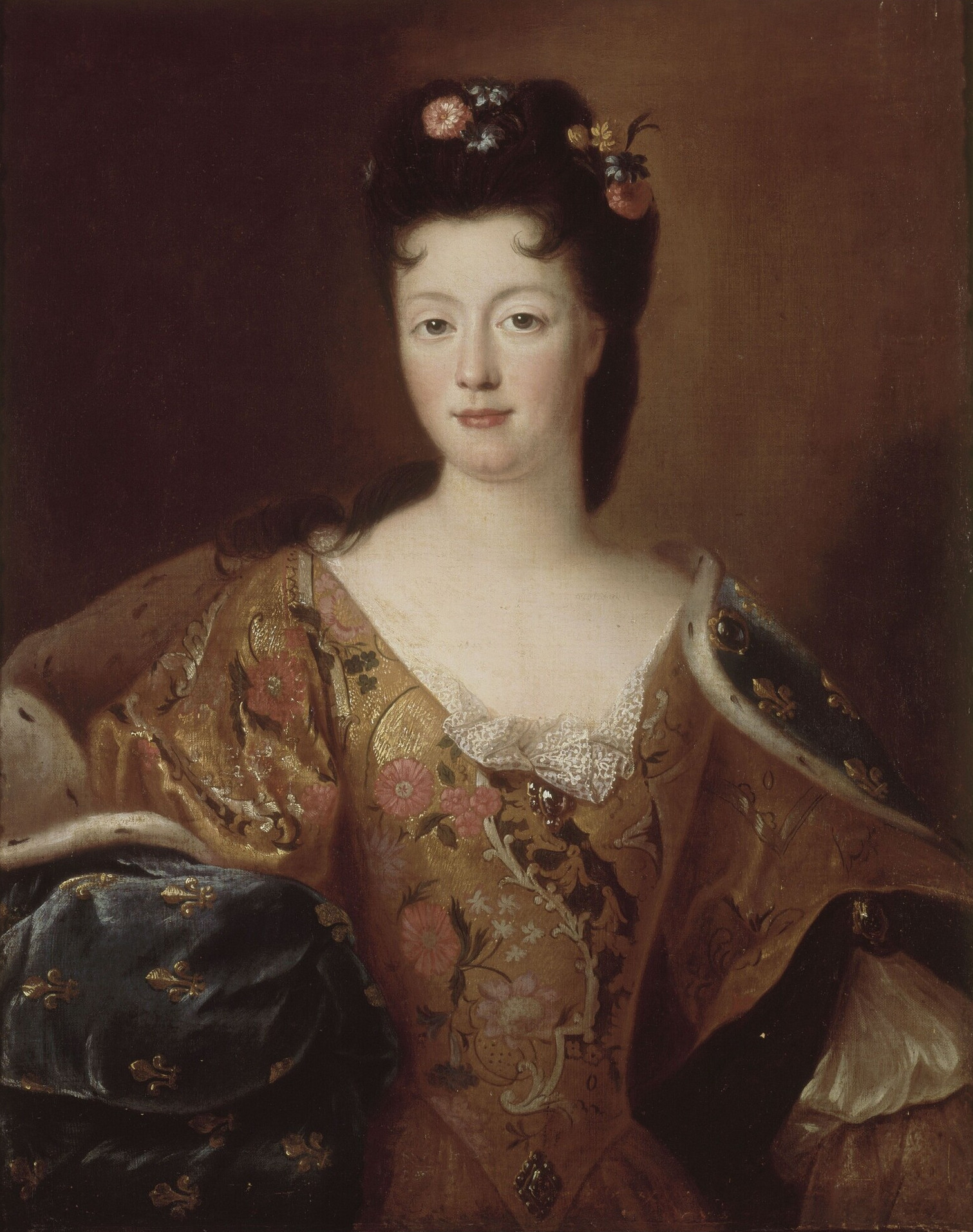
Erzsébet Sarolta orléans-i hercegnő.

A pfalzi örökösödési háborút 1697-ben lezáró rijswijki (ryswicki) béketárgyalások során XII. Ince pápa tartós békét próbált közvetíteni a két ősellenség, a Francia Királyság és a Habsburg Birodalom katolikus uralkodóházai között. Javasolta, hogy József főherceg, I. Lipót császár fia (a későbbi I. József császár) vegye feleségül XIV. Lajos unokahúgát, Erzsébet Sarolta orléans-i hercegnőt, a Mademoiselle-t. A két uralkodó közötti erős rivalizálás miatt ez meghiúsult, a Napkirály más jövőt szánt unokahúgának.

### Dinasztikus házasság
XIV. Lajos ekkor már azon dolgozott, hogy a Spanyol Királyság koronáját saját unokája, Fülöp, Anjou hercege részére biztosítsa. E nagyobb cél érdekében Lajos kész volt engedményeket tenni. Több, általa megszállva tartott fejedelemséget, köztük Lotaringia és Bar Hercegségeit visszaadta törvényes uralkodójuknak, a Német-római Birodalom hűbéreseinek. A ryswicki békeszerződést 1697. október 30-án írták alá, az uralkodók december 13-án ratifikálták. A megállapodás 18 éves I. Lipót lotaringiai herceget visszahelyezte birtokaiba, amelyeket még nagyapjától ragadott el Franciaország királya. Néhány nappal később, december 17-én elhunyt az édesanyja, Eleonóra főhercegnő, aki egész életében fia hatalmának helyreállításáért harcolt.
XIV. Lajos azonban továbbra is saját kezében akarta tartani a hercegségeket. Nem bízott unokaöccsében, a német-római császár hűbéresében, ezért kikötötte, hogy saját unokahúga, a Mademoiselle menjen feleségül Lipót herceghez. A családi kapcsolat ürügyén Lajos újra jogot akart formálni a két hercegségre.
Lipót József lotaringiai herceg 1698. október 13-án Fontainebleauban feleségül vette a Bourbon-ház orléans-i ágából származó Erzsébet Sarolta orléans-i hercegnőt (1676–1744), a Bourbon-házból való Fülöp orléans-i hercegnek (Philippe de France, 1640–1701) és a Wittelsbach-házból való Erzsébet Sarolta rajna-pfalzi hercegnő (Liselotte von der Pfalz, 1652–1722) legifjabb leányát, XIII. Lajos unokáját.
Lipót herceg és Erzsébet Sarolta hercegné házasságából 13 gyermek született, de csak öten, közöttük három fiú érte meg a felnőttkort:
1. Lipót (1699–1700), kisgyermekként meghalt.
2. Erzsébet Sarolta (1700–1711), gyermekként meghalt.
3. Lujza Krisztina (*/† 1701), születésekor meghalt.
4. Mária Gabriella Sarolta (1702–1711), gyermekként meghalt.
5. Lajos (1704–1711), gyermekként meghalt.
6. Jozefa Gabriella (1705–1708), kisgyermekként meghalt.
7. Gabrielle Lujza (1706–1709), kisgyermekként meghalt.
8. Lipót Kelemen (Clemens) Károly (1707–1723), serdülőként meghalt himlőben.
9. Ferenc István herceg (1708–1765), 1729–1737 között Lotaringia és Bar hercege, 1737–1765 között Toszkána nagyhercege, 1745-től I. Ferenc néven német-római császár, aki 1736-ban feleségül vette Mária Terézia osztrák uralkodó főhercegnőt, magyar és cseh királynőt, vele megalapította a Habsburg–Lotaringiai-házat.
10. Eleonóra (*/† 1710), születésekor meghalt.
11. Erzsébet Terézia hercegnő (1711–1741), aki 1737-ben III. Károly Emánuel szárd–piemonti királyhoz (1701–1773), Savoya uralkodó hercegéhez ment feleségül.
12. Károly Sándor Emánuel herceg (1712–1780), császári-királyi tábornagy, Németalföld Habsburg főkormányzója, aki 1744-ben Mária Anna osztrák főhercegnőt (1718–1744), Mária Terézia húgát vette feleségül.
13. Anna Sarolta (1714–1773), apátnő Remiremont-ban, Mons-ban és Essenben.

Dinasztikus érdekből kötött frigy ellenére a fiatal házasok gyorsan egymásra találtak. Sok gyermekük született, bár sokan meghaltak közülük. 1706 körül a 27 éves herceg komolyabb viszonyt kezdett egyik arisztokrata udvarhölgyével, a feleségénél 10 évvel fiatalabb Anne-Marguerite de Lignéville birodalmi grófnővel (1686–1772), aki már 1704 óta Marc de Beauvau-Craon márki (1679–1754) felesége volt. Lipót herceg a szeretője mellett rendszeresen látogatta feleségét is, aki 1706–1714 között is több gyermeket szült urának.

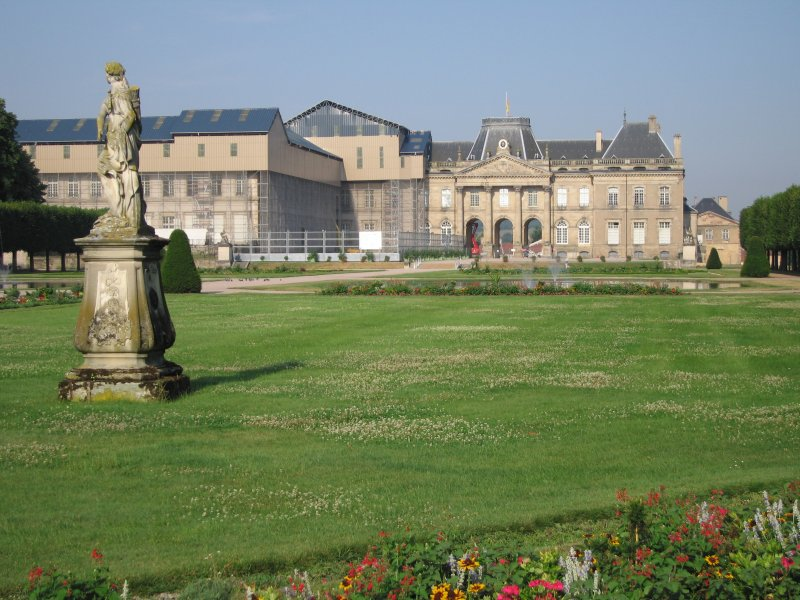
A lunéville-i kastély

### A lotaringiai hercegség helyreállítása
Az ifjú herceg 1698. augusztus 17-én életében először lépett őseinek földjére, ahonnan nagyapját, Miklós Ferenc herceget még 1635-ben űzték el Richelieu bíboros megszálló hadai.
A 19 éves herceg nekilátott, hogy újjáépítse az évtizedes háborúktól és az idegen megszállók pusztításaitól sokat szenvedett hercegségeit. A Német-római Birodalom hűbérese és politikai szövetségese volt, de Franciaország szomszédságában, a francia nagyhatalom árnyékában élt, ez szűkre korlátozta mozgásterét. Uralkodásának kezdetén megpróbálta rávenni XIV. Lajost, hogy Lotaringia és Bar hercegségeit elcserélhesse a Milánói Hercegségre (Le Milanais), de elképzelése meghiúsult. Saját alattvalói megnehezteltek rá e kísérletéért, úgy érezték, fejedelmük cserben akarta hagyni őket. Ezután Lipót herceg visszatért őseinek semlegességre törekvő politikájához, és hercegségeit távol tartotta az európai háborúktól. Mindent megtett, ne ingerelje az országára áhítozó nagybátyját, XIV. Lajost.
Megreformálta a kormányzatot, a francia abszolút monarchia példáját követve. Erős központi fejedelmi hatalmat épített fel. Négy államminisztert (secrétaire d’État) nevezett ki. A két hercegséget 17 tartományra (bailliages) és 58 prépostságra (prévôtés) osztotta fel. Modernizálta a pénzügyeket, növelte a kormányzat bevételeit. A háborús időkben elnéptelenedett országot a bevándorlás bátorítása révén ismét benépesítette, a települések újjáépítését az úthálózat rendbetételével és az utazás biztonságának javításával is segítette. A biztonságos közlekedési hálózat fejlesztésére (francia mintára) külön műtárgy-építő minisztériumot hozott létre (Ponts et Chaussées).
Az 1703-ban kiadott Code Léopold egyoldalúan rögzítette a kormányzat és a klérus viszonyát, ez sértette Róma érdekeit, a herceg és a pápa viszonya megromlott. Amikor Lipót herceg a remiremonti apátságot legidősebb leányára, Erzsébet Terézia hercegnőre (1711–1741) akarta ruházni, ezt XI. Kelemen pápa megakadályozta.
1702-ben a spanyol örökösödési háború kirobbanásakor XIV. Lajos – a nemzetközi szerződést megszegve – ismét elfoglalta a két hercegséget és Nancyt, a hercegi székvárost is. Ezúttal azonban nem került erőszakra vagy rombolásra, Lajos már saját jövendő tartományaként kezelte a vidéket. Lipót herceg nem akart az idegen haderők által megszállt székvárosában lakni, ezért 1703–1720 között saját költségén átépítette és kibővítette a régi, 13. századból származó lunéville-i kastélyt. Az új hercegi kastély Pierre Bourdict, Nicolas Dorbay, később Germain Boffrand építészek tervei alapján, és irányítása alatt épült. Az új, nagyszerű lunéville-i kastélyt Lotaringia Versailles-jának kezdtek nevezni.
1719-ben felvásárolta unokafivérének, Charles Henri de Lorraine–Vaudémont-nak, Vaudémont hercegének földjeit, valamint Ligny-en-Barrois grófságot, csökkentve birtokainak szétaprózottságát. Uralkodásának végére Lotaringia és Bar hercegségei ismét virágzó államokká váltak, lakói viszonylagos biztonságot élveztek.

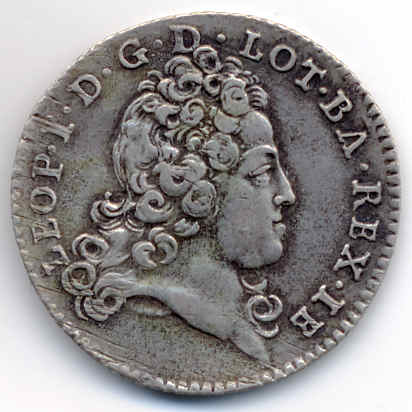
Ezüstpénz (teston) I. Lipót herceg képmásával (1720)

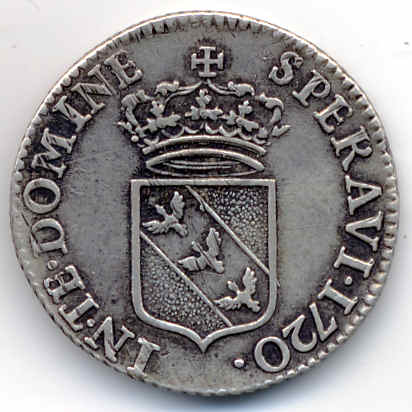
Az 1720-as teston hátoldala

### Családi ügyek, dinasztikus játszmák
1715-ben XIV. Lajos elhunyt, trónját dédunokája, az 5 éves XV. Lajos örökölte. A kiskorú uralkodó mellé Orléans-i Fülöp herceget (1674–1723), az elhunyt király unokaöccsét, Orléans-i Erzsébet Sarolta hercegnő testvérbátyját nevezték ki a Francia Királyság régensévé. A nagy hatalmú Régens jó viszonyt tartott fenn sógorával, Lipót herceggel. Lotaringia és Franciaország kapcsolatai javultak.
A szívélyes családi viszony azonban nem fedte el a politikai nézeteltéréseket. I. Lipót herceg egy önálló lotaringiai püspöki egyházmegye létrehozására törekedett, Nancy központtal. A francia kormányzat megakadályozta a tervet. A politikai támogatást kereső Lipót herceg ekkor osztrák unokafivére és hűbérura, VI. Károly császár felé közeledett.
1721-ben a bécsi udvarba küldte legidősebb fiát, Lipót Kelemen (Clemens) herceget, hogy pályázza meg VI. Károly császár legidősebb leányának, Mária Terézia főhercegnőnek kezét. 1723-ban azonban a 16 éves Lipót Kelemen váratlanul meghalt himlőben. Ugyanebben az évben meghalt Orléans-i Fülöp, a Régens, Lipót herceg sógora és támogatója. A herceg ekkor második fiát, Ferenc István herceget küldte Bécsbe ugyanezzel a céllal, aki meg is kérte Mária Terézia főhercegnő kezét, de VI. Károly császár az esküvőt különböző politikai megfontolások alapján többször is elhalasztotta.
1725-ben Louis IV Henri de Bourbon-Condé (1692–1740), Bourbon és Enghien hercege, XIV. Lajos unokája, aki a Régens halála után Franciaország főminisztere lett, feleséget keresett az ifjú XV. Lajos számára. Lipót herceg minden kapcsolatát megmozgatta, hogy a 15 éves király az ő leányát, a 14 éves Erzsébet Terézia hercegnőt válassza. A kegyencnők bonyolult intrikái nyomán azonban a király a gyakorlatilag vagyontalan Leszczyńska Mária lengyel királyi hercegnőt vette feleségül, az elűzött Leszczyński Szaniszló lengyel király leányát, aki a maga 22 évével akkoriban már aggszűznek számított. Az ügy miatt a versailles-i és a lunéville-i udvar viszonya ismét elmérgesedett.
1729 márciusában a 49 éves Lipót herceg Menil-ben, Lunéville közelében megszemlélte épülő kastélyának munkálatait. A parkban sétálva elesett (más forrás szerint lázroham miatt eszméletét veszítette). Kísérői segítségével visszatért a lunéville-i kastélyba, ahol néhány nap múlva, március 27-én meghalt. A népszerű uralkodót alattvalói őszintén meggyászolták.

### Fejlemények halála után
Lipót herceg elhunyta után Bécsben élő fia, Ferenc István herceg örökölte Lotaringia és Bar uralkodó hercegének címét, III. Ferenc néven. Ennek feltételeként hűséget kellett esküdnie XV. Lajos királynak, de ő hamarosan visszatért Bécsbe. A hercegségek igazgatását régensként anyjára, Erzsébet Sarolta orléans-i hercegnőre hagyta. A király unokahúga az Orléans-i ház tagja volt, szemben állt Bourbon-házi nagybátyjával. Minden eszközzel próbálta őrizni hercegségeinek függetlenségét. Igyekezett rávenni a Bécsbe szakadt Ferenc István herceget, mondjon le uralkodói címéről öccse, Károly Sándor javára.
XV. Lajos lengyel házassága révén I. Lipót fia, Ferenc István herceg lett Lotaringiai utolsó Vaudémont-házi hercege. 1733-ban a Habsburg Birodalom belekeveredett a lengyel örökösödési háborúba. 1735-ben XV. Lajos király és VI. Károly császár kiegyeztek egymással: XV. Lajos elfogadta a Pragmatica Sanctiót, cserébe VI. Károly átengedte neki Lotaringia és Bar hercegségeit. Ferenc István lotaringiai herceget a császár lemondatta apai örökségéről, cserébe feleségül vehette Mária Terézia főhercegnőt, a Habsburg Birodalom trónjának várományosát, és megkapta a Toszkánai Nagyhercegséget. Az újonnan megszerzett Lotaringiát és Bart XV. Lajos átadta apósának, Leszczyński Szaniszlónak.
I. Lipót herceg özvegyének, Erzsébet Sarolta orléans-i hercegnőnek el kellett hagynia férje birtokait. Unokafivére, XV. Lajos király 1736-ban Commercy uralkodó hercegnőjének tette meg, itt élt haláláig, 1744-ig.
Leszczyński Szaniszló halála (1766) után a hercegségeket leányának, Leszczyńska Mária királynénak férje, XV. Lajos király örökölte, ezzel Lotaringia véglegesen Franciaországhoz került.

## Emléke
- Nancyban az ő nevét viseli a Cours Léopold. (kb. Lipót út).

## Külső hivatkozások
- A lotaringiaiak családfája
- L'ordre du gouvernement de Léopold I vers 1705
- Családi, életrajzi adatai (ThePeerage.com)